# Asphodelus ramosus
Asphodelus ramosus is een vaste plantensoort uit de familie Xanthorrhoeaceae. Het is een soort affodil die in het Middellandse Zeegebied voorkomt.

## Kenmerken
Asphodelus ramosus vormt een wortelstok, waaruit ongeveer 1,0 tot 1,5 m hoge stengels groeien. De plant kan bij uitzondering hoogtes van 2 meter bereiken. De wortelstok is kort en dik en ligt meestal verstopt onder een dek van uitgedroogde bladeren. Uit de wortelstok groeien wortels, die verdikt kunnen zijn in series langwerpige knollen.
De loofbladeren zijn tot een meter lang en 1 tot 4 cm breed. Ze groeien stijf rechtop in een grondstandige rozet. De stengel is bladloos en massief en vertakt in een aantal omhoog groeiende zijtakken, die ongeveer 30 cm lang worden.
De bloeitijd is van maart tot juni. De bloemen worden omgeven door droge, bruin tot witte schutbladeren. De bloemstelen groeien scheef uit de stengels en zijn ongeveer 1 mm dik. De kroonbladeren zijn 11 tot 21 mm lang en wit van kleur, met een rossige of bruinige middennerf. De helmdraden hebben een brede basis maar vernauwen plotseling in een puntig uiteinde.
Uit de bloem groeit een 5 tot 13 mm lange en 3,5 tot 11 mm brede, eivormige doosvrucht, die na de bloei omhuld blijft met de verdroogde kroonbladeren. De zaden zijn grijs van kleur, 5 tot 8,5 mm lang en 2,5 tot 4 mm breed.

## Verspreiding
Asphodelus ramosus is een wijdverspreide plant in het Middellandse Zeegebied, die zowel in open bos als steppe, garrigues en maquis gedijt. De plant groeit zowel in basische als zure, zandige zowel als lemige bodems. In de gebergte van Noord-Afrika kan Asphodelus ramosus tot boven de 2000 m hoogte voorkomen.
Omdat Asphodelus ramosus giftig is wordt de plant door grazend vee gemeden. Daarom groeit de plant in dicht begraasd gebied vaak in dichtere groepen.
Er worden twee ondersoorten onderscheiden. Asphodelus ramosus subsp. distalis Z.Díaz & Valdés groeit op de Canarische Eilanden en in het zuiden van het Iberisch Schiereiland; Asphodelus ramosus subsp. ramosus groeit in het zuiden van Italië en Griekenland, op Sicilië, Sardinië en Malta en in Noord-Afrika van Marokko tot Libië. De eerste ondersoort heeft frisgroene bladeren en de wortelknollen liggen op ongeveer 8 tot 12 cm afstand van de wortelstok. De tweede ondersoort heeft groenblauwige bladeren en wortelknollen die vlak na de wortelstok al beginnen. Bij Asphodelus ramosus subsp. distalis zijn de wortels aan weerszijden van de wortelknollen bovendien ongeveer even dik, terwijl ze bij Asphodelus ramosus subsp. ramosus aan de kant van de wortelstok dikker zijn dan aan de andere kant van de knollen.

## Culturele betekenis
Asphodelus ramosus is de soort affodil die al in de 8e eeuw v.Chr. door de Griekse dichter Hesiodos genoemd wordt. Volgens de Griekse mythologie groeit de plant in de Hades (hel), waar ze dient als voedsel voor de doden. De Grieken beschouwden de plant als gewijd aan de godin Persephone, de heerseres van de hel en gemalin van Hades. Ze plantten affodil in de buurt van graven.